# Diamante Crispino
Diamante Crispino (Caserta, Provincia de Caserta, Italia, 5 de septiembre de 1994) es un futbolista italiano. Se desempeña como guardameta y su actual equipo es el Sora Calcio 1907 de la Serie D de Italia.

## Trayectoria
Se formó en el Sporting Caivano y en las categorías inferiores del Napoli. El 11 de julio de 2013 el club azzurro lo cedió a préstamo al Como de la Lega Pro Prima Divisione (la tercera división italiana de ese entonces), donde totalizó 8 presencias; al término de la temporada se quedó en este club, fichando libre por el conjunto lariano.
El 27 de junio de 2019, tras su pase por el Bisceglie y el Siracusa, fichó por la Casertana de la Serie C. En septiembre de 2020 pasó al Virtus Francavilla, club también de la Serie C. En diciembre de 2021 fichó libre por el Pianese de la Serie D. En agosto de 2022, fue transferido al Molfetta y en julio de 2023 al Sora, siendo ambos de la misma división.

## Clubes
| Club                      | País   | Año         |
| ------------------------- | ------ | ----------- |
| S. S. C. Napoli           | Italia | 2013 - 2014 |
| Calcio Como (cedido)      | Italia | 2013 - 2014 |
| Calcio Como               | Italia | 2014 - 2017 |
| A. S. Bisceglie           | Italia | 2017 - 2019 |
| Siracusa Calcio           | Italia | 2019        |
| Casertana F. C.           | Italia | 2019 - 2020 |
| Virtus Francavilla Calcio | Italia | 2020 - 2021 |
| U. S. Pianese             | Italia | 2021 - 2022 |
| Molfetta Sportiva 1917    | Italia | 2022 - 2023 |
| Sora Calcio 1907          | Italia | 2023 - act. |